# Wirogunan (Mergangsan)
Wirogunan is een bestuurslaag in het regentschap Jogjakarta van de provincie Jogjakarta, Indonesië. Wirogunan telt 10.937 inwoners (volkstelling 2010).